# John Kaiser
John Frederick Kaiser (Oconomowoc, 6 giugno 1962) è un ex giocatore di football americano statunitense che ha militato nel ruolo di linebacker nella National Football League (NFL).

## Carriera
Kaiser fu scelto nel corso del sesto giro (162º assoluto) del Draft NFL 1984 dai Seattle Seahawks. Vi giocò per tre stagioni non saltando una sola partita fino al 1986. Chiuse la carriera nel 1987 disputando un'ultima stagione con i Buffalo Bills.